# 7·20 음모
7·20 음모(독일어: Attentat vom 20. Juli, 영어: 20 July plot), 라슈텐베르크 암살 음모(Rastenburg Assassination Plot) 또는 발키리 작전(영어: Operation Valkyrie)은 1944년 7월 20일, 아돌프 히틀러에 반대하는 반(反)나치 인사들이 일으킨 쿠데타 시도였다. 수많은 히틀러 암살 시도 중 가장 규모가 큰 사건이었기에 이 사건을 일반적으로 히틀러 암살 미수 사건이라고 부르기도 한다.
히틀러를 암살하기 위해 시한폭탄을 사용했으나 히틀러는 살아남았고, 오히려 대규모 검거 선풍이 불어 수많은 장군과 정치인들이 죽었다. 작전명 발키리의 제목으로 영화화되었다.

## 배경

### 반나치 세력 형성
1933년 나치의 히틀러는 일당 독재 체제를 구축하여 절대 권력자로 군림하였다. 나치는 집권 이후 정계, 관료, 경찰 등의 거의 모든 분야를 장악하였고, 오직 국방군 내의 일부 장교단만이 나치에 반대하는 세력을 형성했다. 공군은 헤르만 괴링이 지휘하여 문제될 게 없었고, 3군 중에서 가장 미약했던 해군은 처음부터 정치와 선을 그으며 히틀러에게 군인으로서의 충성만을 다 바쳤다. 그러나 제1차 세계 대전부터 전공을 세워 왔으며 나치당 집권 이후에도 독일내에서 큰 권력을 갖고있던 보수적이고 전통적인 프로이센 귀족 기득권 군부가 다수를 이루고 있는 육군을 히틀러는 두려워했고, 언젠가 히틀러는 측근에게 "그들은 길들이기 어려운 투견"이라고까지 말했다고 한다.
그렇다고 언제까지 국방군을 내버려 둘 수는 없었기 때문에 나치는 선동으로 국방군 장성들을 제거했다. 히틀러는 국방장관으로 있던 베르너 폰 블롬베르크 원수의 재혼녀가 창녀라는 소문을 퍼뜨려 쫓아내고 이어 육군 총사령관 베르너 폰 프리치가 동성애자라며 쫓아낸 뒤 국방장관으로 빌헬름 카이텔을 임명하고, 이어 알프레트 요들을 국방군 작전부장에 임명하여 마침내 국방군까지 나치의 손에 들어가게 하였다.
나치의 국방군 장악에 제1차 세계 대전 참전 출신의 국방군 노장들은 앙심을 품고 반(反)나치를 결성했으며, 그 중심엔 독일 육군 장성 내에서 가장 존망받는 육군참모총장 루트비히 베크가 있었다. 이들은 정적인 히틀러를 암살하기 위해 많은 준비를 했다.

### 제2차 세계대전 기간
그러나 1939년 9월 1일 전쟁이 시작되어 폴란드가 점령되고, 이어 1940년 프랑스가 항복하면서 히틀러와 나치에 대한 대중의 인기가 하늘을 찌를 듯이 높아지자, 반나치들은 숨죽이고 때를 기다리게 된다. 그리고 시간이 지나면서 마침내 기회가 찾아왔다. 1941년, 바르바로사 작전이 모스크바 점령에 실패하면서 장기전으로 비화되고, 이어 1942년, 스탈린그라드 전투에서 독일 제6군이 대패하면서 엄청난 타격을 입자 히틀러의 입지는 점차 흔들리기 시작했고, 이에 반나치들은 그들의 세력을 은밀히 키워나가면서 히틀러를 암살할 기회를 찾았다. 7.20 쿠데타 이전에도 이들에 의한 히틀러 암살 기도가 몇 차례 있었지만 히틀러는 그 때마다 기적적으로 위기를 모면했다.
마침내 1944년 6월 6일, 연합군의 노르망디 상륙 작전으로 독일의 패색이 짙어지자 이들은 '발키리 작전'을 이용하여 본격적인 히틀러 암살과 나치 전복을 획책하게 된다.

## 발키리 작전
'발키리 작전'은 잘 알려진 대로 원래는 히틀러 암살과는 무관한 작전이었다. 이 작전은 전쟁이 격화되고 독일의 패색이 짙어지면서 발생할 수 있는 비상 상황에 대한 예비 계획으로 마련되었다. 독일은 이미 제1차 세계 대전 당시에도 전선에서의 붕괴가 아닌 체제 내에서의 혁명으로 붕괴된 경험을 갖고 있었다. 1918년 11월 수병 폭동에서 시작된 독일 혁명(이른바 11월 혁명) 이 삽시간에 권력 기반을 무너뜨리면서 빌헬름 2세의 퇴위와 종전으로 이어졌던 것이다. 물론 나치 독일은 이미 전쟁 이전부터 공산당 등 좌파 반체제 세력을 철저히 억압했었기 때문에 이런 식의 붕괴 가능성은 적었다. 그러나 제1차 세계 대전 때와 다른 유형의 불안 요인이 상존했다.
우선 연합군이 독일 영내 깊숙이 전략 폭격을 하고 있었다. 1943년 7월 함부르크 대공습(고모라 작전)과 같이 도시 하나를 통째로 불지옥으로 만들어 버리는 폭격 — 7박 8일간 이어진 공습으로 25만 채의 집이 소실되고 5만 명 이상이 사망 — 은 국민의 저항 의지까지 송두리째 날려 버릴 수 있었다. 폭격 속에서 행정 및 치안조직이 무력화되면 암약하는 반체제 세력이 어떻게 준동할지 모르는 일이었다. 또한 나치 독일의 전력이 이미 전 유럽에 의지하고 있다는 점도 문제였다. 독일은 전쟁수행에 필요한 자원과 노동력 상당 부분을 점령지에 의존하고 있었다. 이들은 당연히 독일의 지배에 큰 불만을 가지고 있었으므로 독일 점령기구의 감시가 느슨해지면 폭력적인 봉기에 나설 위험이 농후했다.
독일의 수도 베를린은 이러한 불안 요인이 혼재된 곳이기도 했다. 베를린 일대에는 독일의 중요한 산업시설이 있었는데, 부족해진 노동력을 채우기 위해 끌어 온 해외 노동자들의 거주구역이 대전 기간에 크게 성장했다. 연합군이 대규모 전략 폭격과 함께 공수부대를 낙하시켜 독일의 심장부를 마비시킨다는 최악의 시나리오가 회자되었다.
발키리 작전은 이러한 사태가 벌어질 경우에 국방군 병력이 나서서 치안을 회복하기 위한 작전 계획이었다. 이에 필요한 병력은 당연히 주요 도시 인근의 후방 위수병력이 도맡아야 했다. 전쟁이 격화되는 상황에서 전선에 배치된 야전부대를 빼낼 수는 없는 노릇이었기 때문이다. 따라서 후방에서 신병을 훈련시키고 부상병, 휴가병을 재편성하여 전선에 보내는 역할을 하는 예비군 조직이 작전의 실행을 주도하는 것도 당연한 귀결이었다. 오늘날의 대한민국으로 따지자면 동원 지정이 되지 않은 예비군들이 유사시 북한군 특수부대의 후방 침투를 대비해 향방작계 훈련하는 상황을 연상하면 된다 — 발키리 작전은 말하자면 일종의 향방작계였다.
이 작전은 총통의 직접 명령에 의해 발령되는 것이 원칙이나, 예비군 총사령관의 명령에 의해서도 발동될 수 있었다. 유사시 '발키리(Walküre)'라는 작전 지령이 내려지면, 각 해당 부대들은 미리 지급받은 봉투를 뜯고 그 안에 지정된 담당 방어시설로 출동해야 한다. 이곳을 장악하고 예비군 총사령관의 이어지는 추가 명령에 따라 반체제세력의 준동을 진압하는 것이 이들이 부여받은 임무였다. 전시의 비상상황을 생각하면 하나같이 자연스러운 조처이므로, 히틀러가 발키리 작전의 준비를 승인한 것도 당연하다. 그러나 반나치들은 이를 역이용하려는 생각을 해 냈다.
작전 내용은 이러하였다. 7월 20일 클라우스 폰 슈타우펜베르크 대령이 동프러시아에 있는 총통 지휘소 볼프샨체에서 히틀러를 폭사시키면 예비군 총사령관 프리드리히 프롬(그는 아직 반나치에 들어갈 지를 결정하지 않았다.)이 발키리 작전을 발동하여 예비군을 동원해 나치를 전부 체포하고, 이어 베크를 대통령으로 추대하고 연합군과 협상해 가며 소련을 막는다는 계획이었다.
폭탄은 국방군 정보부(Abwehr)의 사령관인 빌헬름 카나리스가 연합군이 레지스탕스에게 전해주기 위해 공수할 때 은밀히 구한 것이었다. 이 폭탄은 파편에 의한 살상이 아닌 화력에 의해서만 살상을 일으키는 폭탄인데 폭탄에 부속된 캡슐을 깨뜨리면 캡슐의 액체가 신관을 녹이고, 이어 뇌관을 건드리면서 폭발하는 폭탄이었다. 이런 폭탄을 사용한 이유는 볼프샨체의 경계가 워낙 철통 같아서 호신용 권총은 물론 결혼 반지까지 전부 내어 놓고 들어가야 했기 때문에 도저히 금속 폭탄을 사용할 수 없었다. 슈타우펜베르크는 북아프리카 전선에서 폭탄에 피격당해 오른 팔과 왼 손가락 2개를 절단하고 눈 하나를 잃은 장애인이었다. 군부에서는 그에게 제대할 것을 권유했지만 그는 거부하고 대신 예비군 참모가 되었다. 슈타우펜베르크는 이 힘든 몸으로 매우 정교한 일을 해야 했기 때문에 매일매일 이 캡슐을 깨뜨리는 훈련을 해야 했다.

## 경과

### 볼프샨체
1944년 7월 20일 오전 10시 예비군 부사령관 프리드리히 올브리히트가 베크에게 "오늘은 기분이 좋으신가요?" 라고 전화를 걸었다. 쿠데타 개시를 알리는 신호였다. 한편 오전 7시 슈타우펜베르크는 부관인 베르너 폰 헤프텐과 함께 랑스도르프의 비행장에서 동프러시아 라스텐부르크 비행장으로 날아갔다. 오전 10시 15분 라스텐부르크에 도착한 일행은 20분 뒤, 볼프샨체에 도착했다. 볼프샨체에는 3개의 검문소가 있었지만, 슈타우펜베르크는 무사히 검문소를 통과했다. 오전 11시 슈타우펜베르크와 헤프텐은 총통 본영의 참모 멜렌도르프와 함께 점심 식사를 했다.
슈타우펜베르크는 정오 무렵에 대기실에서 카이텔을 만나 프롬의 국민척탄병 보고서를 가져왔다고 보고했다. 이때 카이텔은 총통이 베니토 무솔리니와 회담이 있기 때문에 일찍 회의를 끝내야 하며 장소가 바뀌었다는 사실을 알렸다. 원래는 지하 벙커의 회의실에서 회의를 했었으나 이 날 마침 재공사를 해야 해서 위층의 개방된 회의실에서 회의를 했던 것이다. 카이텔과 회의실로 가던 슈타우펜베르크는 가는 길에 볼프샨체의 통신감이자 반나치의 내부 협력자였던 에리히 펠기벨을 만났다. 펠기벨은 슈타우펜베르크에게 "모든 일이 잘 되기를 빈다."고 말했지만, 그 말의 뜻을 아는 사람은 오직 그 두 사람뿐이었다.
회의실에 거의 다 와 가던 슈타우펜베르크는 갑자기 모자와 벨트를 두고 왔다며 다시 대기실로 들어갔다. 그리고 가방 속의 폭탄 캡슐을 꺼내 조심스럽게 캡슐을 깼다. 시간은 오후 12시 32분이었다. 폭탄은 예정대로라면 10분 뒤에 터질 예정이었다. 슈타우펜베르크가 대기실에서 나오자 카이텔은 지각을 했다고 호통을 쳤고, 슈타우펜베르크는 그에게 사과했다.
오후 12시 36분 회의실로 들어가기 직전, 슈타우펜베르크는 베를린으로부터 급한 전화가 올 것이니 오는 즉시 알려 달라고 통신 교환수에게 말했다. 이것은 카이텔이 일부러 이 말을 듣게 해서 빠져나갈 길을 미리 만들려는 계책이었다. 당시 회의실 내에는 히틀러를 비롯, 몇몇 장성과 그들의 부관, 타이핑하는 사람 2명까지 해서 총 25명의 사람들이 있었다. 마침 육군 참모총장 아돌프 호이징거가 동부전선과 이탈리아 전선 상황을 브리핑하고 있었다. 슈타우펜베르크의 등장에 잠시 회의장은 조용해졌으나 금방 무시당하고 회의는 속행되었다.
슈타우펜베르크는 히틀러로부터 얼마 떨어지지 않은 호이징거의 부관 하인츠 브란트 대령과 공군 참모총장 권터 코르텐 사이에 서 있다가 몰래 가방을 히틀러 옆에 테이블 기둥 옆으로 옮겨 놓고 아무도 몰래 회의실을 빠져 나왔다. 폭파까지 5분 남은 상황이었다. 그런데 아무도 생각하지 못한 이변이 발생했다. 슈타우펜베르크가 나가고 나서 바로 브란트가 지도를 보기 위해 몸을 일으키다가 테이블 기둥 옆에 있던 슈타우펜베르크의 서류가방을 발로 건드렸다. 브란트는 가방 때문에 히틀러가 거추장스러워 할 것이라고 여기고 폭탄을 자기 쪽, 즉 테이블 바깥쪽으로 끌어 당겼다. 카이텔은 호이징거 다음이 슈타우펜베르크였기 때문에 그가 있던 곳을 바라봤지만 그는 없었다. 당황한 카이텔은 순간, 회의실로 들어오기 전에 슈타우펜베르크가 베를린으로부터 전화가 올 것이라고 한 말이 떠올라 밖으로 나갔지만 그곳에도 슈타우펜베르크는 없었고, 결국 다시 자기 자리로 돌아가려고 했다.
오후 12시 42분 호이징거의 브리핑은 거의 다 끝나가고 있었다. "소련군은 막강한 병력으로 주나의 서쪽에서 북쪽으로 이동하고 있습니다. 선봉은 이미 주나부르크 남서 지구에 도달했으며 페이푸스호 주위의 아군을 즉각 후퇴시키지 않으면 파국이..." 이 말과 동시에 폭탄이 터졌고, 순식간에 회의장이 아수라장으로 변했다. 카이텔은 회의실 문 앞까지 왔을 때 갑작스런 폭발에 놀라 뛰어 들어갔다. 회의실 내에는 폭탄의 화염이 가득 퍼졌고 지붕은 거대한 구멍이 났으며 창문은 모두 깨져 버렸다.
이 순간 슈타우펜베르크는 펠기벨의 사무실에 있다가 폭발음을 듣고 펠기벨과 악수한 뒤 헤프텐과 함께 볼프샨체를 떠났다. 검문소를 모두 속이고 마지막 검문소에서 '44분, 슈타우펜베르크 대령 통과'라는 기록을 남긴 채 슈타우펜베르크와 헤프텐은 도망쳤다. 중간에 길가에서 헤프텐은 폭탄이 터지지 않을 경우 쓰려고 했던 제 2의 폭탄을 분해해 길가에 버렸다. 볼프샨체의 펠기벨도 통신선을 절단해 볼프샨체를 고립시킨다. 오후 12시 55분 라스텐부르크의 비행장에 도착한 슈타우펜베르크와 헤프텐은 비행기를 타고 베를린으로 출발한다.
한편, 폭탄이 터진 회의장은 완전히 아수라장이었다. 폭탄을 자기 쪽으로 끌어 놓았던 브란트와 코르텐, 히틀러 수석 부관인 루돌프 슈문트 등이 현장에서 즉사했고, 이외의 많은 사람들이 중경상을 입었다. 히틀러도 얼굴이 새까맣게 탔고, 다리에 약간의 화상과 고막 파열, 그리고 팔에 나무 파편이 박혀 이후 팔에 가끔씩 마비 증상이 발생하게 되었다. 기절한 히틀러를 회의장 밖에 있던 카이텔이 뛰쳐 들어와 불길을 헤치며 끌고 나온다. 결국 히틀러는 이 불구덩이 속에서 살아났다.
오후 1시 15분 펠기벨은 예비군 사령부로 전화를 걸어 올브리히트에게 히틀러가 아직 살아 있다고 보고했다. 올브리히트는 당황했지만, 아직 베크와 슈타우펜베르크가 도착하지 않았으니 기다리자고 했다. 이렇게 시간은 점점 흘러갔다. 이 무렵, 볼프샨체에서는 SS 사령관 겸 경찰 총장인 하인리히 힘러가 사건 현장에 도착해 사건 파악을 위해 베를린에 있는 제국사법경찰 사령관인 아르투르 네베에게 전화를 거나 네베는 사건 조사를 거부한다. 그 사이 펠기벨은 아무도 몰래 볼프샨체의 통신선을 절단하고, 볼프샨체는 몇 시간 동안이나 외부와 고립된다. 히틀러는 병원으로 급히 이송되었다.
처음엔 아무도 슈타우펜베르크를 의심하지 않았다. 이 폭발이 연합군의 정밀 폭격이나 이미 오래전부터 폭탄이 비밀리에 설치된 것으로 여겼으며 모두 그가 죽은 줄로 알았기 때문이었다. 그러나 교환수와 카이텔이 슈타우펜베르크가 사라졌다고 했고, 검문소에서도 폭파 직후 슈타우펜베르크가 볼프샨체를 떠났다는 사실이 밝혀지면서 그가 유력한 용의자로 지목된다. 그러나 통신선이 절단되었기 때문에 복구될 때까지 어떻게 할 수 없었다.
오후 4시 히틀러와 무솔리니가 은밀한 회담을 가졌다. 히틀러는 무솔리니에게 자신이 테러를 당한 회의장을 공개했고, 현재 전황이 이처럼 위험하지만 결국엔 자신이 살아남은 것처럼 결국엔 우리가 승리하게 될 것이라고 말했다. 무솔리니는 이에 대해 감동을 받고 이 사건이 자신에게 큰 용기와 희망을 주었으며, 결국 우리가 승리할 것이라고 했다. 오후 5시 무솔리니와의 회담 중에 통신선이 복구되었며 사방에서 반란 소식이 보고되었다. 히틀러는 장검의 밤 사건 때보다도 더 무시무시한 응징을 할 것이며 남녀노소 가릴 것 없이 모조리 다 죽여버릴 것이라며 분노했다.

### 베를린
오후 3시 45분 베를린에서는 슈타우펜베르크와 헤프텐이 랑스도르프 비행장에 도착했고, 급히 발키리 작전이 개시되었다. 오후 4시, 베를린 방어 사령관 파울 폰 하세 장군을 비롯한 반나치들은 친위대 사령부를 봉쇄했고, 올브리히트는 프롬을 찾아가 예비군 동원을 요구했다. 아직까지도 결정을 못하던 프롬은 총통이 죽었는지 증거를 대보라고 했고, 마침 볼프샨체의 통신선이 복구되어 프롬은 그곳으로 전화를 걸었다. 마침 전화를 받은 카이텔은 히틀러가 살아있다고 말했고, 프롬은 반란에서 손을 떼기로 마음 먹는다. 올브리히트는 일단 도망쳤고, 그 무렵 베크가 베를린에 도착했다.
오후 4시 30분 베크, 올브리히트, 슈타우펜베르크는 행동을 개시했고, 슈타우펜베르크는 파리에 있던 사촌 동생 케저 폰 호파커에게 행동을 개시하라고 했다. 이들은 프롬을 만나 함께 할 것을 종용했지만 프롬은 거부하고 슈타우펜베르크를 체포하려고 하나 대세에 밀려 오히려 그가 체포되어 감금된다.
오후 5시 슈타우펜베르크를 체포하러 온 친위대 장교와 병사들이 체포되었고, 반나치들이 행동을 개시하여 베를린의 나치들을 체포했다. 오후 6시, 반란군이 부대를 이동해 친위대와 보안국 사령부를 점령하기 위해 부대를 이동시켰다. 그러나 오후 6시 28분에 히틀러가 라디오 방송에 나와 자신이 살아있으며 음모자들은 반드시 대가를 톡톡히 치르게 될 것이라고 연설했고, 이 방송으로 음모자들은 흔들리기 시작했다.
예비군의 오토 에른스트 레머 소령은 요제프 괴벨스를 체포하기 위해 선전부로 들어갔다. 그러나 상관에게 맹목적으로 복종하는 레머는 괴벨스가 히틀러와 전화 연결을 시켜 주자 마음이 변했다. 올브리히트도 크람프니츠 사관학교장인 글레제머 대령을 찾아가나 학교장은 이를 거부한다. 이미 올브리히트에 앞서 SS 소령 오토 슈코르체니가 찾아와 그에게 충성에 대해 설명해 주었기 때문이었다. 이에 올브리히트는 그를 감금하고 전차부대를 출동시키나 학교장은 탈출에 성공해 전차대가 티어가르텐 승리의 탑까지 진격했을 때 그들을 제지하고 학교로 복귀시킨다.
레머는 반란에서 손을 떼고 반란군을 체포하기 시작했고, 하세는 동조자를 찾았지만 히틀러가 살아있음이 확인되면서 더 이상 반란에 손을 드는 사람은 없었다. 헤프텐은 계획이 실패했음을 깨닫고 암살 기도와 관련된 문서를 소각하기 시작한다. 오후 10시 반란군에 속했던 장교 10여 명이 갑자기 배신을 하고 반란의 주동자들을 체포했다. 슈타우펜베르크는 도주하다가 남아 있던 왼팔에 총탄을 맞고 쓰러져 끌려갔다. 감금되어 있던 프롬도 구출되었고, 친위대와 보안국을 포위하고 있던 반란군의 헤르푸르트는 히틀러에게 전화해 지금 반란군을 진압하고 있다고 말하며 배신한다.
7월 21일 자정 이미 반란군과 접선한 것을 덮어야 한다는 것을 알고 있던 프롬은 재빨리 군법 회의를 열어 슈타우펜베르크, 헤프텐, 올브리히트, 알브레히트 메르츠 폰 크비른하임에게 사형을 내렸으며, 베크는 자살했다. 이들은 뜰로 끌려나와 자동차 헤드라이트가 비치는 가운데 총살되었고, 슈타우펜베르크는 "우리의 신성한 독일 만세!"를 외치며 최후를 맞이했다. 프롬은 에리히 회프너 또한 죽이고자 했으나 워낙 절친한 사이였기 때문에 죽이지 못했다.
오전 12시 30분 처형 장소에 갑자기 슈코르체니가 들이닥쳤다. 그는 상황을 보고 현재 남아 있는 자들만으로도 뭔가 얻을 수 있을거라 여기고 남아 있던 프롬, 회프너, 하세, 에르빈 폰 비츨레벤 등을 현장에서 연행했다. 오전 1시 히틀러는 라디오 방송에서 매우 분노한 목소리로 배신자들을 철저히 응징하겠다고 말했다. 베를린에서의 반란은 실패했다.

### 파리
파리에서도 음모 가담자들이 행동에 나섰다. 그들은 히틀러가 죽었다고 믿었고, 즉시 파리에 주둔하고 있던 게슈타포와 친위대, SD 요원들을 체포하여 구금하였다. 특히 프랑스 주둔 게슈타포 총책임자였던 카를 오베르크를 체포하는 데 혈안이 된다. 오후 6시, 서부전선 사령관 권터 폰 클루게는 반란자들의 발키리 작전을 보고받았다. 클루게는 베크에게 전화를 걸어 총통의 생사 여부를 물었고, 당연히 베크는 그에게 히틀러가 죽었다고 대답했다.
그러나 클루게는 의심을 품었고, 오후 8시에는 라 로슈 기용의 사령부로 발키리 작전을 수행하라는 지령이 내려지나 거부한다. 이에 반란을 일으키자는 권터 블루멘트리와 한스 슈파이델은 클루게와 심한 논쟁을 벌였다. 이때, 호파커 등 반란자들이 도착해 이미 게슈타포를 비롯한 나치 일당을 체포했다면서 같이 반란을 일으킬 것을 종용했다. 하지만 클루게는 거절했다. 클루게가 반란에 참여하지 않는다면 그것은 이미 반란의 실패를 의미했다. 클루게를 비롯한 반란자들은 같이 저녁 식사를 했다. 클루게는 이 자리에서 도망칠 것을 권유하나 이들은 거부했다.
오후 11시 30분 반란군은 1,200여 명에 달하는 게슈타포, 친위대, 보안대 등의 나치를 체포해 형무소에 수감시켰다. 또한 오베르크와 1940년부터 프랑스에 게슈타포를 뿌리박히게 했고, 실질적인 총책임자라 할 수 있는 헬무트 크노헨은 파리 콘티넨탈 호텔에 감금되었다. 그러나 21일 오전 1시 베를린에서의 반란이 실패했다는 히틀러의 성명이 발표되자 반란이 크게 흔들린다. 이후 오전 1시 30분 독일 서부 전선 해군 사령관 크란케 제독이 체포된 나치 일원을 석방하지 않으면 해군 육전대 1천 명을 투입해 반란을 진압할 것이라고 위협했다.
오전 2시 블루멘트리는 파리 군정 사령관 칼 하인리히 폰 스퇼프나겔 대장에게 그의 해직을 알린다. 크란케는 계속해서 해군 병력을 투입하겠다고 위협하고 있었다. 이때 파리 주재 독일 대사 오토 아베츠가 중재에 나서며 교전을 막고자 노력한다. 오전 3시 아베츠 대사는 오베르크와 스퇼프나겔을 중재해 나치 일원의 일제 석방과 반란군의 안전을 원칙으로 한다는 협의 하에 파리에서의 반란도 종료된다. 협상 이후 반란군과 친위대 장교들은 샴페인을 마시며 서로를 위로했다.

## 결과
히틀러는 배신자들을 남김 없이 죽여 버릴 것을 명령했고, 나치는 롤란트 프라이슬러 판사를 재판장으로 하는 재판을 열었다. 반란자들 대부분이 혹독한 고문을 당했으며, 재판에서 대다수의 사람들에게 사형이 언도되었다. 약 7,000명에 달하는 사람들이 체포되었으며, 이 중 약 5,000명 정도 되는 사람들에게 사형이 언도되어 대부분이 갈고리에 매달려 교수형을 당했다. 당시 히틀러는 그 모습이 '푸줏간의 돼지' 같다고 묘사했다.
먼저 재판에 선 비츨레벤, 펠기벨, 회프너, 하세, 볼프하인리히 그라프 폰 헬도르프, 호파커 등에게 사형이 언도되었다. 네베는 사건 당일 도망치지만 결국 게슈타포에게 체포되어 처형되었다. 배신자 프롬과 헤르푸르트도 사전에 알리지 않았다는 이유로 총살되었는데 프롬은 자신이 처형당한다는 소식을 듣자 "그럴리 없다."며 배신을 후회했다.
레머는 대령으로 승진하나 전후 이집트로 도망쳤다가 체포되어 독일에서 징역형을 선고받았다. 파리에서의 반란에 동조하지 않았던 클루게는 사령관 직에서 해임되었고, 총통 본영으로 소환되던 중 청산가리를 마시고 자살했다. 블루멘트리는 혐의점을 발견하지 못해 아르덴느 공세에 참가하기도 한다. 파리에 주둔하고 있던 제23기갑사단의 사령관이었던 한스 폰 보이네부르크 육군 중장 또한 이 임살미수에 가담하였으나, 고문에도 불구하고 그의 동료들이 그의 가담에 대해 함구하였기 때문에 발각되지 않고 무사할 수 있었다. 이후 그는 베르겐에서 연합군에게 항복했고, 1980년 11월 20일에 사망하였다. 북부집단군 사령관이었다가 음모 이주전에 예비역에 편입된 게오르크 린데만 상급대장의 경우 음모 가담자인 에두아르트 바그너 병참감과 반란 이후 독일 지도부에 대해 토의하는 등 간접적으로 이 반란음모를 지지하였고, 이 내용이 증언으로 나와 사형당할 위기에 쳐해졌으나 증거 불충분으로 무죄 판결을 받게 된다.이후 그는 1945년 2월 1일에 덴마크 주둔군 최고사령관으로 다시 군에 복귀했다가 5월 5일에 연합군에 항복했다. 미군에 의한 구금 생활이 끝난후 그는 1963년 서독 프로이드텐슈타트에서 사망했다. 군에서 제예비역에 슈파이델은 체포되어 고문을 당하지만 연합군이 수용소를 점령하면서 간신히 살아난다. 그는 종전 후 재건된 독일군에서 복무하면서 반나치 이야기를 펴낸 후 사망했다. 파리에서의 반란에 핵심 임무를 맡던 스퇼프나겔은 게슈타포들과 함께 베를린으로 자진 출두하던 중 그가 제1차 세계 대전 때 싸웠던 베르됭에서 자살을 시도했지만 두 눈만 잃고 치료 받은 후에 처형되었다. 국방군 최고 사령부(OKH) 산하의 정보국장 라인하르트 겔렌 국방군 중장 또한 자신 휘하의 정보 부대를 이용해 가담자들의 계획 실행을 지원했는데,다행히도 그는 사건 실패 이후 혐의를 가리는데 성공했고 전후 미국 CIA에서 중책을 맡은 뒤 서독 정보기관을 창설한다. 
놀랍게도 이 사건에는 히틀러에 대한 충성심이 가장 높다고 알려진 친위대조차 관여되었었는데, 대표적인 인물로 위에 언급된 경찰 조직의 핵심 간부 하인리히 폰 헬도르프 SS대장과 아르투어 네베 SS중장이 있었다. 전쟁 발발전 1938년부터 이미 반 히틀러 세력에 동조해온 헬도르프 백작은 나치의  통치 자체에 불만을 가졌던것으로 보이고, 네베는 유대인 학살에 적극적인 골수 나치주의자였지만, 자신의 경찰 기관과 타 기관과의 권한 갈등과 권력 투쟁에 수뇌부가 네베의 편을 들어주지 않아 불만을 가진것으로 보인다. 이외에도 마켓가든 작전 당시 아른헴에서 성공적으로 연합군을 분쇄시킨 것으로 유명한 무장친위대의 빌헬름 비트리히 SS대장은 사건 개시 이전 롬멜과 만나 만약 히틀러에 반대하는 쿠데타가 일어날 경우 롬멜이 원한다면, 그와 그 휘하의 SS병력은 쿠데타에 적극 동참할 것이라고 맹세했다. 그러나 그는 우선 히틀러의 사망 혹은 축출이 확실해야만 계획이 성공할 수 있다고 주장했고,이 조건은 이루어지지 않았다. 사건 가담자들이 당일날 비트리히에게 사건 개시를 알리지 않았던 것인지, 그가 친위대 소속이었기 때문에 가담자들에게 배척당한것인지는 불분명하나, 직후 그는 혐의를 받지 않았고 무사할 수 있었다. 독일 제국군과 바이마르 공화국에서 장교로 복무했던 비트리히는 독일 민족의 세계 진출로서 선봉을 맡은 독일군이라는 자부심을 가지고 있었지만, 머지않아 전쟁 기간 동안의 히틀러와 수뇌부의 무능함에 대해 실망한 뒤 통렬히 비난했던것으로 유명했고, 이것이 화근이 되어 친위대 최고사령관 하인리히 히믈러로부터 사형을 구형받기도 했지만 이윽고 풀려났다. 군수부 장관 알베르트 슈페어의 회고에 따르면 그는 나치 정권에 강렬한 반감을 가지고 있었다고 전해진다. 또한 독일군 고위 장교로서 전범행위가 명예롭지 못하다고 생각한 그는 프랑스 점렁지 레지스탕스에 대한 무조건적인 처형에 반대하는 제스처를 보였고, 이러한 점들이 인정된것인지 친위대 고위 장교였음에도 전후 큰 처벌을 받지 않았다. 다만 프랑스에서의 유화적 태도와 별개로 1942년부터 1943년 사이에, 러시아에서 그가 지휘했던 제8SS기병사단이 전범행위를 저지른 전과가 있었지만, 이것에 대해 비트리히가 명령을 내린것인지에 대한 근거가 없었던것인지, 그는 이 전범행위에 대한 책임에 대한 재판을 받지 않았다. 그는 그가 활약했던 마켓가든 작전 당시를 재현한 영화 <머나먼 다리>가 개봉했을때까지 생존했으며 인터뷰를 하기도 했다. 이후 1979년 서독 바이에른에서 사망했다. 여하튼 이러한 친위대 장성들의 반기는 히틀러에게 충격을 주기에 충분했고, 말년에 주위를 향한 히스테릭적 반응과 의심증에 큰 영향을 주었다.
이때 직, 간접적으로 암살 시도에 참여한 이들도 있었고, 암살 기도와 무관하면서도 한꺼번에 엮인 사람도 있었다. 대표적인 예로 에르빈 롬멜이 있는데 롬멜은 클루게와 마찬가지로 히틀러에 의해 청산가리를 마시고 자살했다. 다만 롬멜은 히틀러의 자살 권유를 대신 전하러온 장교들에게 이송당할때도 혐의를 끝까지 극구부인했다는점, 개입 증거가 부관 슈파이델의 증언에 불과하고 롬멜 본인은 사건 당일날 병원에 입원 중이었다는점으로 미루어 보아 사건 개입 여부는 불투명하다. 아프리카 전선 때부터 노골적으로 히틀러의 군사 지도력에  불만을 품어왔고 사건 가담자들과 가까웠던 롬멜이었으니만큼 히틀러의 정권 축출 혹은 히틀러의 군권 포기 등을 바랬을지는 모르겠지만, 7월 당일 암살 음모에는 아직 마음을 정하진 않았을것으로 보인다. 반나치 인사 중에서 민간인으로 가장 유명했던 목사 디트리히 본회퍼도 이 때 체포되어 처형당했다. 반란자들에게 시한폭탄을 제공했던 정보국 국장 카나리스와 부국장인 오스터도 체포되어 처형당했다. 쿠테타 성공 후 수상 자리에 올라 연합군과 협상할 때 민간인 대표로 나서려 했던 전 라이프치히 시장 카를 괴르델러는 반란이 실패하자 폴란드로 도망쳤으나 결국 체포되어 처형당했다. 슈타우펜베르크의 추천으로 부수상에 오르려 했던 율리우스 레버는 사회주의자로 반란 전에 게슈타포에 체포되었다가 혐의가 드러나 처형당했다. 반나치 세력 중의 하나였던 크라이자우 서클의 회장인 몰트게 백작은 반란과 아무런 상관이 없었음에도 불구하고 체포되어 처형되었다. 그러나 반대로, 반란에 직간접적으로 가담했거나 정황상 그랬을 가능성이 농후한 사령관들의 경우에도 위에 서술된 보이네부르크, 블루멘트리트, 린데만처럼 발각되지 않은 경우도 더러 있었고 이는 체포된 동료들의 함구나 증거 불충분뿐 아니라 가담하지 않은 군 원로들의 침묵과 은밀한 보호가 어느 정도 작용한 것으로 보인다. 비슷한 사례로 에리히 폰 만슈타인 원수나 페도어 폰 보크 원수, 하인츠 구데리안 상급대장은 군인으로서 음모 가담 권유에 군인으로서 반란에 가담할순 없다는 이유로 거절했으나 상부에 이를 알리지도 않은 채로 가만히 사태를 관망하고만 있었다. 하지만 이는 반란에 가담한 사령관들의 입장에서는 그저 답답한 처신이자 동료인 자신들에 대한 배신에 불과했고 전후까지 비가담 원로들에 좋지않은 시선을 보냈다. 일례로 슈파이델은 후에 서독군에 중책을 맡은 뒤 반란에 비판적이던 게르트 폰 룬트슈데트 원수를 통렬히 비판했다. 
이외에도 많은 사람들이 체포, 처형되었는데, 그중에서도 슈타우펜베르크 가문은 히틀러가 "남녀노소 할 것 없이, '슈타우펜베르크'라는 성씨를 쓰는 사람은 모두 체포하라."고 하는 명령을 내렸다는 설이 있다. 하지만 슈타우펜베르크의 자녀 및 부인은 모두 전쟁이 끝날 때까지 생존하였으며 특히 장남 베어톨트는 이후 독일 연방방위군 장군을 지냈다. 
이 사건은 독일군 지도부 내에서 히틀러와 그 측근들의 전쟁 지도력에 의구심을 품고 반감을 가진 고위급 인사들이 많았음을 시사했으며, 곧 제국의 종말이 얼마 남지않았음을 보여주었다.

## 연루자
- 클라우스 폰 슈타우펜베르크 - 1944년 7월 21일 처형
- 베르너 폰 헤프텐 - 1944년 7월 21일 처형
- 루트비히 베크 - 1944년 7월 21일 자살
- 프리드리히 올브리히트 - 1944년 7월 21일 처형
- 알브레히트 메르츠 폰 크비른하임 - 1944년 7월 21일 처형
- 에리히 회프너 - 1944년 8월 8일 처형
- 에르빈 폰 비츨레벤 - 1944년 8월 8일 처형
- 볼프하인리히 그라프 폰 헬도르프 - 1944년 8월 15일 처형
- 권터 폰 클루게 - 1944년 8월 19일 자살
- 에리히 펠기벨 - 1944년 9월 4일 처형
- 에르빈 롬멜 - 1944년 10월 14일 자살
- 카를 괴르델러 - 1945년 2월 2일 처형
- 프리드리히 프롬 - 1945년 3월 12일 처형
- 아르투르 네베 - 1945년 3월 21일 처형
- 빌헬름 카나리스 - 1945년 4월 9일 처형
- 디트리히 본회퍼 - 1945년 4월 9일 처형

## 같이 보기
- 작전명 발키리 (영화)

## 참고자료
- 영화 '슈타우펜베르크'(원제:Stauffenberg)(2004)
- 영화 '작전명 발키리'(2008)
- ZDF다큐멘터리 'Widerstand in Uniform: Das Attentat vom 20. Juli 1944'